# Sleep Party People
Sleep Party People — датский музыкальный коллектив. Группа не имеет постоянного состава, руководителем проекта и автором песен является музыкант Брайан Батц (Brian Batz). Его музыку, вдохновлённую Дэвидом Линчем и Boards of Canada, критики причисляют к построку, сравнивая с творчеством Mogwai и Sigur Rós, а также к дрим-попу. На концертах музыканты выступают в чёрных комбинезонах и кроличьих масках.
В 2010 году Sleep Party People выпустили одноимённый дебютный альбом, включённый в десятку лучших датских пластинок года по версии журнала Soundvenue, после чего гастролировали с Трентемёллером, Efterklang, The Antlers. Через два года последовал второй диск We Were Drifting on a Sad Song, выход которого предваряли трек «A Dark God Heart» и сингл «Chin», а также видеосопровождения к ним.

## Дискография
- Sleep Party People (2010)
- Remixes/Remakes Pt. II EP (2011)
- We Were Drifting on a Sad Song (2012)
- Floating (2014)
- Lingering (2017)
- Lingering Pt. II (2018)
- Heap of Ashes (2022)

## Публикации
- Moné, Libby. Sleep Party People — Live At Buffalo Bar, London (англ.). Clashmusic.com (20 апреля 2012). Дата обращения: 24 мая 2012. Архивировано из оригинала 22 сентября 2012 года.
- Sleep Party People Talk New Album (англ.). The Quietus (18 апреля 2012). Дата обращения: 24 мая 2012. Архивировано из оригинала 22 сентября 2012 года.